# Half-Life 2: Survivor
Half-Life 2: Survivor est un jeu sur borne d'arcade créé par Taito et Valve Corporation. Il est sorti le 28 juin 2006 au Japon.
Le jeu propose des modes à un ou plusieurs joueurs.

## Technique

### Système
La borne est basée sur le système Taito Type X+ de chez Taito. Son architecture est similaire à celle d'un Compatible PC.

### Commandes
La borne présente un fauteuil face à un écran. À partir de là, le joueur a accès à plusieurs commandes :
- Pédalier : une pédale pour sauter et une autre pour se baisser.
- Joystick gauche : en forme de palet, muni d'un bouton (affichage du menu pour communiquer en multijoueur). Cette commande concerne le mouvement du personnage (avancer, reculer, déplacement latéraux).
- Joystick droit : cette manette concerne la visée et le tir. Une gâchette sert à tirer, un bouton secondaire utilise le tir secondaire de l'arme et une molette permet de changer d'arme. Tourner la manette complètement à droite ou à gauche permet de tourner dans cette direction.

En face du joueur, sous l'écran, se trouvent :
- le lecteur de carte de sauvegarde.
- un bouton Start.
- un voyant indiquant si la borne est en ligne ou pas.
- l'orifice pour introduire les pièces.

Il est possible de régler la position du fauteuil par rapport à l'écran et au pédalier.

### Sauvegarde
Le joueur a la possibilité d'acheter une carte de sauvegarde. Cette dernière fournit un numéro d'identification qui lui permettra d'accéder à ses données sauvegardées (progression, classement…) de n'importe quelle machine.

## Modes de jeu

### Mode Histoire
Ce mode permet de joueur seul à la campagne de Half Life 2.
Le déroulement du jeu a cependant été adapté pour la borne d'arcade : les scènes d'introduction ou les rencontres avec les personnages clés ont été changées en courtes scènes cinématiques. Le joueur se retrouve ainsi directement dans les scènes de combats.
Chaque chapitre est divisé en 3 à 5 scènes. Ces dernières sont à effectuer en un temps limité, le chronomètre étant affiché en haut de l'écran. Dans les premiers chapitres, des tutoriels sont affichés à l'écran.
Remarque : même si le joueur sort victorieux du chapitre, il devra payer pour jouer au suivant. S'il possède la carte, les chapitres ainsi débloqués au fur et à mesure seront sauvegardés.

### Mode Bataille
Ce mode permet à deux équipes de 4 joueurs de s'affronter sur diverses cartes.
Les bornes étant connectées en réseau par Internet, il est possible de jouer avec des personnes dans tout le Japon.
À l'issue des batailles, le joueur reçoit un certain nombre de points, ce qui a pour effet de faire progresser son personnage en niveau et dans le classement général.
Remarque : même si l'équipe du joueur sort victorieuse du combat, il faudra payer pour jouer à nouveau. S'il possède la carte, la progression de son personnage sera sauvegardée.

### Mode Mission
Ce mode propose de remplir certains objectifs seuls ou en coopération avec d'autres joueurs.
Il existe diverses missions, comme combattre un certain nombre de fourmilions dans l'enceinte de la prison.
Dans ce mode de jeu, les créatures éliminées laissent tomber diverses gemmes pour augmenter le score et des packs de soin pour récupérer de la vie.